# Détecteur phoswich
Pour les articles homonymes, voir détecteur.
Un détecteur phoswich (mot composé formé à partir de PHOSphore et sandWICH) est un détecteur de particules formé de deux scintillateurs utilisant des matériaux différents caractérisés par des signaux de réponse différents lorsqu'ils sont traversés par une particule énergétique. Dans ce montage les deux scintillateurs sont fixés l'un sur l'autre et sont traversés par la particule incidente. La forme du signal mesurée par un tube photomultiplicateur ou une photodiode située à l'arrière de ce dispositif présente une courbe qui permet de rejeter les détections dues au bruit de fond. Ces détecteurs sont utilisés pour mesurer l'énergie des rayons X et gamma mous dans des applications de médecine nucléaire et d'astronomie gamma et X.